# Thierry Lacroix
Thierry Lacroix (Nogaro, 2 de marzo de 1967) es un exjugador francés de rugby que se desempeñaba como apertura. Actualmente es un comentarista deportivo de la televisión francesa. Jugó con Les Blues de 1989 a 1997. Es el máximo anotador de la Copa Mundial de 1995 con 112 puntos.

## Palmarés
- Campeón de la European Shield de 2002/03.
- Campeón de la Currie Cup de 1995 y 1996.

## Participaciones en Copas del Mundo
Lacroix disputó la Copa Mundial de Rugby de Inglaterra 1991 donde era suplente de Didier Camberabero jugando sólo dos partidos. Francia fue eliminada en Cuartos de final ante el XV de la Rosa que luego alcanzó el Subcampeonato. Cuatro más tarde jugó su último Mundial el de Sudáfrica 1995; fue titular indiscutido jugando todos los partidos, convirtiendo 112 puntos y alcanzando el tercer puesto.
| Mundial                       | Sede       | Resultado        | Partidos | Pts |
| ----------------------------- | ---------- | ---------------- | -------- | --- |
| Copa Mundial de Rugby de 1991 | Inglaterra | Cuartos de final | 2        | 12  |
| Copa Mundial de Rugby de 1995 | Sudáfrica  | Tercer puesto    | 6        | 112 |